# Tommaso Demaria
Tommaso Demaria SDB (* 21. November 1908 in Vezza d’Alba; † 12. Juli 1996 in Turin) war ein italienischer Salesianer Don Boscos und Theologe. Er wurde vor allem aufgrund seiner thomistischen Studien bekannt.

## Leben
Nach der Grundschule ging er ins Seminar von Alba, um dort die ersten Jahre des Gymnasiums zu absolvieren. Für die weiteren Jahre besuchte er das Aspirantat der Salesianer in Penango Monferrato, Asti. Am 24. September 1925 trat er in das Noviziat von Villa Moglia di Chieri ein und beendete es mit der ersten Profess. Nachdem er von 1926 bis 1928 die höheren Studien und die Philosophie am Lyceum in Valsalice studierte und sein dreijähriges salesianisches Praktikum absolviert hatte, ging er von 1931 bis 1935 zum Theologiestudium an die Päpstliche Universität Gregoriana in Rom. Am 28. Oktober 1934 wurde er zum Priester geweiht. Von 1935 bis 1940 vertiefte er seine theologische Ausbildung am Institut für Missionswissenschaft der Päpstlichen Universität Urbaniana. Zwischen 1940 und 1979 lehrte er an der theologischen Fakultät des Päpstlichen Atheneums der Salesianer in Turin und Rom, das 1973 zur Päpstlichen Universität der Salesianer mit Sitz in Rom erhoben wurde. 
Seine Forschungsschwerpunkte waren breit gestreut und reichten von der Religionsgeschichte, Missionswissenschaft, Philosophie und Soziologie der Erziehung, Fundamentaltheologie, Katholische Soziallehre bis hin zur Dogmatik.
Geprägt wurde seine Arbeit durch seinen Freund Paolo Arnaboldi SDB, der 1948 die Kirchliche Bewegung Fac (Fraterno aiuto cristiano) gegründet hatte, die „Christliche Hilfe“.
Auf seinem Werk fußt die Arbeit der italienischen philosophischen Gesellschaft Associazione Nuova Costruttività („Vereinigung für Neue Konstruktivität“).

## Werke
- La Religione, Colle Don Bosco 1945
- Sintesi sociale cristiana : metafisica della realta sociale, Turin 1957
- Presupposti dottrinali per la pastorale e l' apostolato, Velate di Varese 1958
- Realismo dinamico, Turin 1963
- Catechismo del cristiano apostolo: la Salvezza cristiana, Turin 1967
- Punti orientativi ideologico-sociali, Bologna 1974
- Sintesi sociale cristiana : riflessioni sulla realta sociale, Bologna 1975
- L’ideologia cristiana,  Bologna 1975
- Il Marxismo, Verona 1976
- /Negrar Arbizzano: Ideologia come prassi razionalizzata, 1980
- Verso il duemila: per una mobilitazione giovanile religiosa e ideologica, Verona 1982
- Per una nuova cultura, Verona 1982
- Un tema complesso sullo sfondo dell’ideologia come strumento ideologico, Verona 1984
- Confronto sinottico delle tre ideologie: quarta serie: corso di studio, Roma, Centro Nazareth, 16-30 dicembre 1985, 1985